# Skandinaviska kyrkan i Ayia Napa
Skandinaviska kyrkan i Ayia Napa är en av Svenska kyrkans utlandsförsamlingar. Liksom de andra församlingarna i Svenska kyrkan i utlandet sorterar den under Visby stift.

## Administrativ historik
Församlingen bildades 1990.

## Kyrkoherdar
| Ämbetstid | Namn            | Levnadstid | Övrigt |
| --------- | --------------- | ---------- | ------ |
| 2015–2016 | Anders Berglund | 1965–      | [ 2 ]  |

### Diakoner
| Ämbetstid | Namn         | Levnadstid | Övrigt |
| --------- | ------------ | ---------- | ------ |
| 2015–2016 | Eva Berglund | 1960–      | [ 2 ]  |

### Fotnoter
1. ↑  ”Visby stift”. www.svenskakyrkan.se. https://www.svenskakyrkan.se/visbystift. Läst 6 november 2024.
2. 1 2   Matrikel 2016: Svenska kyrkan (69:a utgåvan). Stockholm: Verbum. 2016. sid. 416. ISBN 978-91-5263615-2